# Książęta Obodrytów
Książę Obodrytów był nie tylko władcą plemienia Obodrytów, lecz także stał na czele Związku obodryckiego, będąc de facto politycznym władcą północnego Połabia. 
Pierwszym władcą Obodrytów był Wican, który przed 789 stworzył pierwszy obodrycki organizm państwowy. W późniejszych latach, mimo że wielokrotnie doszło do osłabienia Związku Obodryckiego, książę Obodrytów zawsze zachowywał niekwestionowany prymat nad innymi połabskimi książętami plemiennymi.
Ostatnim władcą Obodrytów był Niklot. Po jego śmierci władcą Obodrytów został jego syn Przybysław, który stał się pierwszym księciem Meklemburgii.

## Książęta Obodrytów
- Wican (przed 789 - 795)
- Drożko (795 - 808)
- Sławomir (808 - 819)
- Czedróg (819 - po 826)
- Gostomysł (? - 844)
- Dobomysł (ok. 862)
- Stoigniew (? - 955)
- Nakon (? - 965 lub 966)
- Mściwoj (ok. 983)
- Mścisław (?  - 1018)
- Przybigniew (Udo) (1029)
- Racibor (1029-1043)
- Gotszalk (1043 - 1066)
- Budiwoj (1066)
- Krut (1066 - 1069)
- Budiwoj (1069) (ponownie)
- Krut (1069 - 1093) (ponownie)
- Henryk Gotszalkowic (1093 - 1127)
- Świętopełk (1127 - 1129)
- Kanut Lavard (1129 - 1131)
- Niklot (1131 - 1160)

- - następca: Przybysław (patrz dalej: Książęta Meklemburgii do 1918)